# Antonito (Colorado)
Antonito (en castellano Antoñito) es un pueblo ubicado en el condado de Conejos en el estado estadounidense de Colorado. En el año 2000 tenía una población de 873 habitantes y una densidad poblacional de 873 personas por km².

## Historia
Fundado por la compañía del Ferrocarril de Denver y Río Grande, debe su nombre a la sierra de San Antonio. Es por ello que su nombre deriva del diminutivo español para Antonio, Antoñito.

## Geografía
Antonito se encuentra ubicada en las coordenadas 37°4′39″N 106°0′34″O / 37.07750, -106.00944.

## Demografía
Según la Oficina del Censo en 2000 los ingresos medios por hogar en la localidad eran de $19.205, y los ingresos medios por familia eran $23.162. Los hombres tenían unos ingresos medios de $25.417 frente a los $17.500 para las mujeres. La renta per cápita para la localidad era de $10.047. Alrededor del 29,6% de la población estaban por debajo del umbral de pobreza.